# Gift Orban
Gift Emmanuel Orban (Benue, 17 de julio de 2002) es un futbolista nigeriano que juega de delantero en el TSG 1899 Hoffenheim de la 1. Bundesliga.

## Trayectoria
Creció tanto en Togo como en Nigeria y habla francés. En noviembre de 2021 fue ojeado por Torgeir Bjarmann y Thomas Finstad, del Stabæk IF, en Nigeria, durante un torneo de exhibición organizado por el agente Atta Aneke. Entrenó con el Stabæk durante el invierno de 2022 antes de regresar tras expirar su visa. De vuelta a Noruega, firmó por el Stabæk a finales de mayo de 2022. El traspaso desde el club nigeriano Bison F. C. fue un préstamo con opción de compra.
Marcó sus primeros goles en partidos de copa contra los equipos semiprofesionales Notodden FK y Gjøvik-Lyn (dos veces). Después de esto se convirtió en jugador titular del Stabæk. Su gol contra SK Brann fue comparado con la época de Alanzinho en el Stabæk. VG también lo llamó "joya de delantero".
Cuando el Stabæk vendió a Oliver Valaker Edvardsen en julio, el club anunció que gastaría el dinero en la opción de compra de Orban. El contrato que lo vincula con Stabæk hasta finales de 2026 se anunció el 3 de agosto. Se convirtió en el máximo goleador de la Primera División de Noruega de 2022 con 16 goles, junto a Bård Finne. Ayudó al Stabæk a ganar el ascenso a la Eliteserien 2023, también fue nombrado Jugador Joven del Año en la Primera División.
El 31 de enero de 2023 firmó un contrato permanente con el K. A. A. Gante de la Primera División de Bélgica. El 11 de febrero de 2023 marcó dos goles en su debut en la Pro League en un empate a 3 contra el K. V. C. Westerlo.

## Estadísticas

### Clubes
Actualizado al último partido disputado el 7 de noviembre de 2024.
| Club                      | Div.          | Temporada     | Liga  | Liga  | Liga   | Copas nacionales | Copas nacionales | Copas nacionales | Copas internacionales | Copas internacionales | Copas internacionales | Total | Total | Total  |
| Club                      | Div.          | Temporada     | Part. | Goles | Asist. | Part.            | Goles            | Asist.           | Part.                 | Goles                 | Asist.                | Part. | Goles | Asist. |
| ------------------------- | ------------- | ------------- | ----- | ----- | ------ | ---------------- | ---------------- | ---------------- | --------------------- | --------------------- | --------------------- | ----- | ----- | ------ |
| Stabæk IF II · Noruega    | 4.ª           | 2022          | 3     | 4     | 0      | —                | —                | —                | —                     | —                     | —                     | 3     | 4     | 0      |
| Stabæk IF II · Noruega    | Total club    | Total club    | 3     | 4     | 0      | 0                | 0                | 0                | 0                     | 0                     | 0                     | 3     | 4     | 0      |
| Stabæk IF · Noruega       | 2.ª           | 2022          | 22    | 16    | 7      | 2                | 3                | 0                | —                     | —                     | —                     | 24    | 19    | 7      |
| Stabæk IF · Noruega       | Total club    | Total club    | 22    | 16    | 7      | 2                | 3                | 0                | 0                     | 0                     | 0                     | 24    | 19    | 7      |
| K. A. A. Gante · Bélgica  | 1.ª           | 2022-23       | 16    | 15    | 2      | 0                | 0                | 0                | 6                     | 5                     | 0                     | 22    | 20    | 2      |
| K. A. A. Gante · Bélgica  | 1.ª           | 2023-24       | 17    | 3     | 0      | 3                | 0                | 0                | 10                    | 9                     | 0                     | 30    | 12    | 0      |
| K. A. A. Gante · Bélgica  | Total club    | Total club    | 33    | 18    | 2      | 3                | 0                | 0                | 16                    | 14                    | 0                     | 52    | 32    | 2      |
| Olympique de Lyon Francia | 1.ª           | 2023-24       | 13    | 1     | 0      | 3                | 2                | 0                | —                     | —                     | —                     | 16    | 3     | 0      |
| Olympique de Lyon Francia | 1.ª           | 2024-25       | 3     | 2     | 0      | 0                | 0                | 0                | 2                     | 0                     | 0                     | 5     | 2     | 0      |
| Olympique de Lyon Francia | Total club    | Total club    | 16    | 3     | 0      | 3                | 2                | 0                | 2                     | 0                     | 0                     | 21    | 4     | 0      |
| Total carrera             | Total carrera | Total carrera | 74    | 41    | 9      | 8                | 5                | 0                | 18                    | 14                    | 0                     | 100   | 60    | 9      |